# Zethera crastimima
Zethera crastimima är en fjärilsart som beskrevs av Hans Fruhstorfer 1909. Zethera crastimima ingår i släktet Zethera och familjen praktfjärilar. Inga underarter finns listade i Catalogue of Life.